# Kurija Mihalović u Feričancima
Kurija Mihalović je dvorac u Feričancima na istoku Hrvatske.
Građevina je jednokatna. Građena je u kasnobarokno-klasicističkom stilu.
Ova vlastelinska kurija obitelji Mihalovića građena je u dvama navratima. Prva je gradnja bila 1793. i 1794. godine. Nakon 1845. godine kurija je obnovljena i dograđena.
Kuriju je dao podići Ivan Karlo Mihalović, unuk Dimitrija Mihalovića.
Dvorac se planira obnoviti. 2007. je predložen za zaštićenu turističku cjelinu.